# Spermophilus vorontsovi
Spermophilus vorontsovi ist eine Zieselart, die im südwestlichen Sibirien vorkommt. Sie wurde erst im Juni 2024 als eine eigenständige, sich vom nah verwandten Rotwangenziesel (Spermophilus erythrogenys) unterscheidende Art beschrieben und zu Ehren des russischen Zoologen und Evolutionsbiologen Nikolai N. Vorontsov (1934–2000) benannt.

## Merkmale
Spermophilus vorontsovi erreicht eine Kopf-Rumpf-Länge von 22,5 bis 28 Zentimeter und hat einen 4,5 bis 5,3 Zentimeter langen Schwanz. Die Länge des Hinterfußes liegt bei 3,5 bis 4,1 Zentimeter, die Condylobasallänge beträgt 4,4 bis 5 Zentimeter und die Zygomatische Breite beträgt 3 bis 3,6 Zentimeter. Damit ist Spermophilus vorontsovi eine mittelgroße Zieselart. Vom Rotwangenziesel unterscheidet es sich durch eine kontrastreichere Färbung mit einer deutlichen Wellenzeichnung, einem deutlicheren und dunkleren Fleck unterhalb der Augen, einer größeren Kopf-Rumpf-Länge, einem größeren Schädel und ein relativ langes Diastema im Oberkiefer. Von den drei anderen Zieselarten mit rötlichen Wangen (Brandt-Ziesel (S. brevicauda), Blasser Ziesel (S. pallidicauda) und Spermophilus selevini) unterscheidet es sich durch seine dunklere und kontrastreichere Färbung und die größere Kopf-Rumpf-Länge.

## Lebensraum
Spermophilus vorontsovi lebt in den Wiesen und Waldsteppen zu beiden Seiten des Salairrückens. Das gesamte Verbreitungsgebiet liegt östlich des Ob in der russischen Republik Altai und den Oblasten Kemerowo, Novosibirsk und Tomsk. Das Verbreitungsgebiet ist stückig und nicht zusammenhängend. Durch den Salairrücken wird es in zwei größere Bereiche geteilt. Da die natürlichen Habitate der Art durch die Landwirtschaft zunehmend beeinträchtigt werden hat Spermophilus vorontsovi seinen ursprünglichen Lebensraum erweitert und ist jetzt auch auf Weiden, an Wald-, Feld-, Dorf- und Straßenrändern und in Birkenhainen anzutreffen.

## Gefährdung
Die Art hat eines der kleinsten Verbreitungsgebiete aller Zieselarten und seit Ende des 20. Jahrhunderts geht ihre Population stetig zurück. In der Region Altai und im Oblast Kemerowo gelten sie als vom Aussterben bedroht oder sind bereits ausgestorben. Die Gründe für diesen Rückgang sind noch unklar. Mögliche Ursachen sind eine Tierseuche und ein zu starkes Aufkommen von hohen Gräsern infolge eines Rückgangs der Beweidung. Die dadurch eingeschränkte Sicht auf Fressfeinde führte eventuell zu einer höheren Sterblichkeit insbesondere unter den Jungtieren.